# Ибин
Ибин е град в провинция Съчуан в южната част на Централен Китай. Разположен е в началото на река Яндзъ. Ибин е с население от 673 413 жители по данни от преброяването през 2010 г., а населението на целия административен район, който включва и града, е 4 471 896 жители. Най-големият работодател в града е компания за производство на традиционна китайска алкохолна напитка. Фирмата дава работа на 20 000 служители. Ибин разполага с летище.